# La Partie et le Tout
La Partie et le Tout (en allemand Der Teil und das Ganze) est un ouvrage autobiographique et philosophique écrit par Werner Heisenberg, physicien allemand, renommé notamment pour le principe d'incertitude et son rôle joué globalement dans les fondements de la mécanique quantique au cours de la première moitié du XXe.

## Présentation générale
Heisenberg y présente de nombreuses conversations qu'il a eu de ses premiers contacts avec la physique atomique en 1909, jusqu'aux années 1960, période de découverte de nouvelles particules. Ses interlocuteurs sont notamment Carl Friedrich von Weizsäcker, Niels Bohr, Wolfgang Pauli, ou de façon plus occasionnelle Max Planck, Albert Einstein, Erwin Schrödinger, Pascual Jordan, Ernest Rutherford, Paul Dirac. On peut également citer Arnold Sommerfeld, professeur dont il suivait les cours à l'Université de Munich, et Hans Euler dont il fut directeur de thèse.
Le sous-titre est Le Monde de la physique atomique, traduction choisie de la version originale „Gespräche im Umkreis der Atomphysik“ (que l'on peut traduire littéralement par Discussions autour de la physique atomique). Sa première édition date de 1969, aux éditions R. Piper & Co. La première version française paraît en 1972 aux éditions Albin Michel.
Le style est particulier, les discussions se présentant sous la forme de très longues répliques. Comme il est expliqué dans la préface, l'auteur a plus essayé de retranscrire les idées véhiculées par les interlocuteurs que de rapporter ces discussions de façon exacte, la plupart ayant eu lieu plusieurs dizaines d'années avant la rédaction du livre. Heisenberg nomme ses compagnons par leur prénom, ce qui ne donne plus des discussions avec Bohr, Pauli ou von Weizsäcker, mais avec Niels, Wolfgang ou Carl Friedrich. Les passages qui ne sont pas des dialogues sont principalement des descriptions d'activités vécues avec ces mêmes acolytes, telle de la navigation, des randonnées en montagne ou à vélo, etc.

## Contenu principal

### Développement de la mécanique quantique
La première partie du livre décrit toute la période de développement des fondements de la mécanique quantique. Heisenberg, tout au long du livre, ne parle que peu de ses propres développements (il n'est fait mention qu'une seule fois du principe d'incertitude qui porte son nom, et d'une explication qu'en quelques lignes), et ne fait qu'évoquer ceux de ses collègues (Bohr, Pauli notamment), il se contente de les présenter succinctement. Son but est plus d'évoquer les surprises (parfois choquantes) qui ressortent des expériences menées ou des théories formulées, parfois en contradiction.
Il fait alors partie des séminaires ayant lieu à Copenhague et Göttingen, ainsi que le cinquième congrès de Solvay, durant lesquels de nombreuses discussions se tiennent entre physiciens, et parfois avec quelques philosophes invités. Le but est de concilier les différentes visions des atomes au niveau subatomique, passant ainsi d'un modèle planétaire à une vision sous forme de fonctions d'ondes, avec les travaux principalement de Schrödinger.
Heisenberg marque bien dans son discours ce qu'on pourrait appeler deux "générations" de physiciens, constatant que des physiciens tels Einstein, Bohr ou Sommerfeld ont plus de mal à accepter les interprétations des théories en l'état, cherchant souvent à les corréler aux théories établies précédemment.
Sur la fin du livre, il évoque les travaux menés sur les particules élémentaires. Il parle notamment avec Pauli de la chiralité des neutrinos (particules que ce dernier avait prédites avant qu'elles ne soient détectées plusieurs années plus tard), ainsi de sa découverte que les nucléons, les protons et neutrons, font partie d'un même groupe d'isospin. Ces idées mèneront à la théorie unifiée des champs.

### La période nazie
Il y fait part dès 1933 de ses inquiétudes concernant la montée du nazisme en Allemagne et les risques qu'une telle politique mène son pays à une Deuxième Guerre mondiale, ayant déjà connu la première, et étant également témoin des soulèvements de Munich en 1919. Il explique ensuite sa décision de rester à Leipzig malgré le spectre du déclenchement proche du conflit et les conseils de plusieurs de ses confrères physiciens (comme Enrico Fermi), surtout au cours de son deuxième voyage aux États-Unis au cours de l'été 1939. Cependant, il ne changera pas d'avis et n'émigrera pas, comme il en avait décidé quelques années auparavant, à la suite d'une discussion avec Max Planck.
À cette même époque, Otto Hahn, physicien de l'Université de Berlin, réalise des expériences de fission nucléaire par bombardement d'atomes d'uranium avec des neutrons. L'entrée en guerre de l'Allemagne fait que, début septembre 1939, il reçoit son ordre d'appel sous les drapeaux ; il est alors affecté à l'Office des Armements de Berlin, tout comme Carl Friedrich von Weizsäcker, et ils font alors partie de ce qui sera appelé le "club de l'uranium" (Uranverein en allemand).
Sa participation aux recherches atomiques sous le régime nazi, qui lui vaudra de nombreuses critiques après-guerre, est décrite dans les chapitres XIV et XV. Comme il l'affirma à partir de la fin du conflit, il parle du fait qu'il était persuadé que ce projet ne pourrait pas mener à la conception d'armes atomiques avant la fin de la guerre :

« Nous savions à cette époque-là que, en principe, on pouvait fabriquer des bombes atomiques, et nous connaissions aussi le procédé réalisable à cette fin ; cependant, nous avions plutôt tendance à surestimer l'effort technique nécessaire pour une telle réalisation. Ainsi, nous étions heureux de pouvoir informer en toute sincérité notre gouvernement des données du problème, et en même temps de savoir en toute certitude qu'une tentative sérieuse pour construire des bombes atomiques ne serait pas entreprise en Allemagne. »

— Werner Heisenberg, La Partie et le Tout, Flammarion (1990), p. 246
Selon Heisenberg, le principal problème était la difficulté technique que présente l'enrichissement de l'uranium pour obtenir de l'uranium 235 depuis l'uranium 238 naturel, nécessaire pour engendrer la réaction en chaîne.
Dans une conversation avec Niels Bohr, il lui fait part de sa participation dans ce projet. Bien qu'ils soient amis depuis de nombreuses années, ce dernier ne comprend pas ses motivations et semble aigri par tout ce qui concerne l'Allemagne, probablement (comme le pense Heisenberg) parce que son pays, le Danemark, a été envahi par les nazis alors qu'il se disait neutre. Pourtant, Heisenberg voulait lui faire comprendre que non seulement ce "club de l'uranium" ne conduirait pas à la conception de bombe, mais pouvait en revanche permettre le développement d'une nouvelle source de production d'énergie :

« Le gouvernement décida - en juin 1942 - que les travaux concernant le projet de réacteur ne pourraient être poursuivis que dans un cadre modeste. Rien ne nous fut demandé concernant la construction éventuelle de bombes atomiques. [...] C'est ainsi que, au cours des années qui suivirent, notre travail devint une préparation, en vue de l'après-guerre, de la technique atomique pacifique. »

— Werner Heisenberg, La Partie et le Tout, Flammarion (1990), p. 249
Cependant, ce livre est rédigé plusieurs années après la fin de la guerre, ce qui fait dire à ses détracteurs qu'il a donc volontairement modifié ses pensées de l'époque lorsqu'il les rapporte dans ces chapitres afin de minimiser ses actions au cours de cette période, ainsi que ses motivations pour les actions menées au sein de cet Uranprojekt. On peut notamment, pour symboliser l'attitude de nombreux chercheurs américains au cours de cette période d'après guerre, citer William Sweet, qui écrivit dans le journal Bulletin of the Atomic Scientists :

« Bien que les mémoires s'effacent et que Heisenberg et Weizsäcker se soient sûrement convaincus eux-mêmes que ce qu'ils ont déclaré après la guerre [...] était réellement vrai, presque tout ce que l'un comme l'autre ont déclaré sur le sujet -- jusqu'aux derniers commentaires de Weizsäcker [...] -- est complètement faux. »

— William Sweet, The Bohr Letters, Bulletin of the Atomic Scientists, Mai/Juin 2002, 20-27
Il est intéressant de noter le nombre d’occurrences de cette idée, comme quoi il pensait que leur groupe de recherche n'aurait pas le temps ni les moyens de développer une arme atomique. Il est donc légitime de se demander s'il fait ceci plus pour se convaincre que ce fait est vrai, ou pour chercher à en persuader ses lecteurs, afin d'atténuer la polémique qui a pu naître après guerre sur son rôle joué dans ce projet.

### Année 1945 et l'après-guerre
Heisenberg raconte dans les derniers chapitres comment il a connu la guerre, habitant à Berlin durant la fin de la Seconde Guerre mondiale. Il parle notamment d'un bombardement au cours d'un séminaire avec ses confrères scientifiques, et du chaos régnant ensuite dans la capitale allemande. Puis commence la période d'envahissement par les troupes alliées, et son exil de Berlin pour se réfugier dans une ville de province afin d'éloigner sa famille du conflit. Il présente tous ces faits de façon complète, probablement pour montrer que la guerre a aussi été pour lui une épreuve à traverser.
Ensuite, il expose sa période de détention, avec la plupart de ses collègues de physique atomique, en Angleterre, près de Cambridge. Ils y apprennent alors le largage américain de la bombe atomique sur Hiroshima. Dans un premier temps, ils ne croient pas vraiment à cet événement, puis ont de nombreuses discussions, dont notamment une avec Pauli à propos du lien entre inventeur et découvreur, leur ami Otto Hahn étant très affecté que sa découverte de la fission nucléaire ait pu conduire à au moins 100 000 morts :

« L'expérience de Hahn concernant la fission du noyau atomique était une découverte ; la fabrication de la bombe par contre, était une invention. Les atomistes des États-Unis, qui ont travaillé à la construction de la bombe [...] n'ont pas agi comme individus mais - explicitement ou implicitement - sur ordre d'une collectivité humaine belligérante qui devait souhaiter un accroissement extrême de sa puissance militaire. »

— Werner Heisenberg, La Partie et le Tout, Flammarion (1990), p. 268
Plusieurs années après la fin du conflit, il prend part à la tentative de reconstruction des institutions universitaires d'Allemagne, bien que, comme il l'affirme, il ne s'agissait pas pour lui de reformer la Société Kaiser-Wilhelm de Berlin. Les Britanniques acceptent la poursuite des études sur la physique atomique sur le territoire qu'ils occupent, mais Heisenberg est contraint de voir ses anciens collègues accepter des postes à différents endroits en Allemagne, donc d'être confronté à l'impossibilité de redonner à son pays des universités ayant le même prestige qu'avant-guerre. Il parvient tout de même à obtenir la fondation de l'Institut Max-Planck à Göttingen, qui deviendra un des plus importants dans le monde. Mais la méfiance des pays étrangers envers l'Allemagne et l'avènement de la guerre froide fait dire à Heisenberg que les recherches atomiques ne devront concerner que ses applications civiles, les autres états n'étant pas près d'accepter le développement d'armes nucléaires dans ce pays.

### La politique
Heisenberg parle plusieurs fois de politique, évoquant surtout le lien entre ces instances et les populations qu'elles représentent avec la communauté des physiciens. Il évoque aussi plusieurs entrevues avec Konrad Adenauer avec qui il discute de l'importance selon lui d'institutions scientifiques de premier ordre pour l'Allemagne. Il rapporte également sa participation à la réunion des "dix-huit de Göttingen", en 1956, dont le but est d'adresser au ministre de la défense Franz-Josef Strauß une lettre exposants leurs vues particulièrement hostiles au développement de l'armement atomique. Cette démarche lui vaudra de vives discussions avec Adenauer qu'il rapporte dans le chapitre XVIII, ce dernier refusant de s'interdire d'entreprendre tout projet d'armement nucléaire. Heisenberg justifie ce point de vue des atomistes en écrivant :

« Un tel refus était pour nous d'autant plus normal que, pendant la guerre également, nous avions pu éviter - avec beaucoup de chance, à vrai dire - de participer à un effort d'armement atomique. »

— Werner Heisenberg, La Partie et le Tout, Flammarion (1990), p. 306
Par rapport à Hitler, Heisenberg évoque à plusieurs reprises avant-guerre à quel point il pense que sa politique risque de plonger son pays dans une nouvelle guerre mondiale. Il fait comprendre ne pas soutenir la plupart de ses actions politiques, et condamne certains de ses actes, notamment à l'encontre des juifs. De plus, il est persuadé avant même le déclenchement du conflit que l'Allemagne ne pourra l'emporter, évoquant une discussion avec son père. Il base cette certitude également sur le fait que son pays risque rapidement de se retrouver isolé, et constate simplement les plus grandes capacités techniques des alliés.

### Lien entre la Physique et la Nature
Heisenberg tient de nombreuses conversations, surtout avec Niels Bohr, à propos des conséquences de la physique atomique sur la nature, et ses liens avec la biologie. Elles sont reportées principalement dans les chapitres VIII et IX. Heisenberg est persuadé, comme la quasi-totalité des physiciens de cette époque-ci, que des lois naturelles simples doivent en définitive ressortir de toutes les recherches sur l'atome et les lois qui le régissent.
Il confronte notamment ses idées avec Paul Dirac, ce dernier n'étant que peu surpris par les nouvelles avancées en atomistique et ne cherchant par conséquent en rien à les mettre en lien avec notre expérience de la biologie et de la nature habituellement, à notre échelle. Ceci vaut à Heisenberg la réflexion qui suit :

« J'étais persuadé pour ma part que, en ce qui concerne la nature, ses corrélations étaient en dernière analyse essentiellement simples ; la nature, pensais-je, est faite de manière à pouvoir être comprise. Ou peut-être eût-il été plus correct de dire : notre intelligence est ainsi faite qu'elle peut comprendre la nature. La nature d'une telle conviction était [...] que ce sont les mêmes forces régulatrices qui ont construit la nature dans toutes ses formes et qui sont à l'origine de la structure de notre âme, donc aussi de notre intelligence. »

— Werner Heisenberg, La Partie et le Tout, Flammarion (1990), p. 143

### Autres citations
- Adenauer, à propos de sa détention : "Vous savez, lorsqu'on se trouve ainsi enfermé dans une cellule étroite pendant des jours, des semaines et des mois, sans être dérangé par des coups de téléphone ou des visites, on a la possibilité de réfléchir, de penser au passé et à l'avenir éventuel, dans le calme, tout seul avec soi-même. Au fond, c'est très agréable." (p. 310)
- Niels Bohr : "Le contraire d'une affirmation juste est une affirmation fausse. Mais le contraire d'une vérité profonde peut être une autre vérité profonde" (p. 144)

## Liste des chapitres
1. Première rencontre avec la théorie atomique (1919-1920)
2. Ma décision d'étudier la physique (1920)
3. La notion de "comprendre" dans la physique moderne (1920-1922)
4. Une leçon de politique et d'histoire (1922-1924)
5. La mécanique quantique et une discussion avec Einstein (1925-1926)
6. Départ vers une terre nouvelle (1926-1927)
7. Premières discussions sur la relation entre science et religion (1927)
8. Physique atomique et mode de pensée pragmatique (1929)
9. Discussions sur la relation entre biologie, physique et chimie (1930-1932)
10. Mécanique quantique et philosophie de Kant (1930-1932)
11. Discussions sur le langage (1933)
12. Révolution et vie universitaire (1933)
13. Discussions sur les possibilités de la technique atomique et sur les particules élémentaires (1935-1937)
14. L'action de l'individu dans la catastrophe politique (1937-1941)
15. Le chemin du recommencement (1941-1945)
16. De la responsabilité du chercheur (1945-1950)
17. Positivisme, métaphysique et religion (1952)
18. Controverses politiques et scientifiques (1956-1957)
19. La théorie unifiée des champs (1957-1958)
20. Particules élémentaires et philosophie de Platon (1961-1965)